# Cambuci
Cambuci è un comune del Brasile nello Stato di Rio de Janeiro, parte della mesoregione del Noroeste Fluminense e della microregione di Santo Antônio de Pádua.
Il comune è suddiviso in 6 distretti: Cambuci (sede comunale), Monte Verde, São João do Paraíso, Cruzeiro, Funil e Três Irmãos.